# Alpes de Allgäu
Los Alpes de Allgäu (en alemán: Allgäuer Alpen) son una cadena montañosa en los Alpes de piedra caliza del norte, ubicados en Baviera en Alemania y en Tirol y Vorarlberg en Austria. La cadena se encuentra directamente al este del lago de Constanza. 

## Caracterización

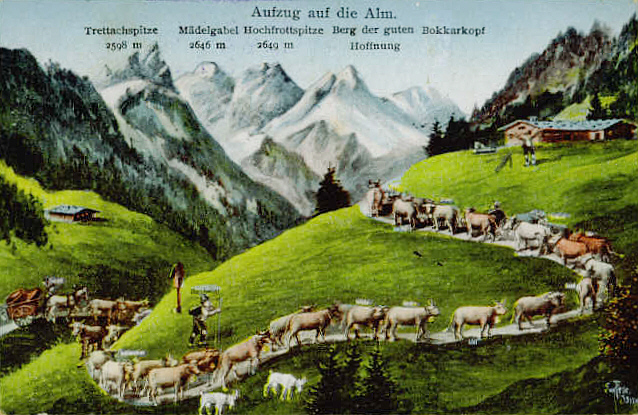
Ascenso al Alm (Aufzug auf die Alm) (postal de Eugen Felle). Detrás: la cadena principal central de los Alpes de Allgäu.

La cordillera se caracteriza por una variedad inusual de formaciones rocosas y, en consecuencia, un rico tapiz de paisajes, en particular, las empinadas "montañas de hierba" (Grasberge) con gradientes de hasta 70°. Su flora se encuentra entre las más variadas de toda la región alpina y su accesibilidad por telecabinas y caminos es excepcional. Los caminos de montaña (Höhenwege) que van de un refugio a otro son bien conocidos y los excursionistas pueden pasar de siete a diez días caminando por las montañas sin descender a valles habitados. Gracias a su ubicación en el extremo norte de los Alpes, la región tiene precipitaciones relativamente altas y es la más lluviosa de Alemania. En invierno, los Alpes de Allgäu, al menos en las regiones más altas, están relativamente nevados. Incluso sobreviven un pequeño glaciar y varios campos de nieve permanente. 
Los Alpes de Allgäu y la región de Allgäu no son idénticos. El Allgäu es un paisaje que está casi en su totalidad en suelo alemán. Por el contrario, los Alpes de Allgäu son una cadena montañosa de los Alpes cuya definición cae fuera de la clasificación del Club Alpino de los Alpes del Este. Partes de los Alpes de Allgäu, incluida su cumbre más alta, se encuentran en suelo austriaco. La región de Allgäu, sin embargo, se extiende más allá de los Alpes de Allgäu hacia el norte y el noroeste. 

## Cadenas vecinas
Los Alpes de Allgäu están bordeados por las Montañas del Bosque de Bregenz en el oeste, las Montañas de Lechquellen en el suroeste, los Alpes de Lechtal en el sur y sureste y los Alpes de Ammergau en el este. Todas estas cadenas pertenecen, como los propios Alpes de Allgäu, a los Alpes de piedra caliza del Norte. En el norte, los Alpes de Allgäu dan paso a la región alpina.   
La frontera de los Alpes de Allgäu en el oeste, donde se produce la transición a las montañas del bosque de Bregenz, no es orográficamente distinta. La clasificación del Alpine Club de los Alpes del Este, publicada en 1984, traza el límite de la siguiente manera: desde Au-Rehmen a lo largo de Rehmerbach aguas arriba hasta Stogger Saddle. Luego desciende, siguiendo el Osterguntenbach, el Schönenbach y el Subersach hasta su confluencia con el río Bregenzer Ach y a lo largo de este hasta donde se une con el río Weißach o su desembocadura en el Lago Constanza. 
El límite de los Alpes de Allgäu en el norte es indistinto. Va desde la confluencia del Weißach y del Bregenzer Ach a lo largo del Weißach hasta Oberstaufen. Luego continúa a lo largo del Konstanzer Ache y del lago Großer Alpsee hasta Immenstadt y luego a través de los pueblos de Rettenberg, Wertach, Nesselwang a Pfronten- Ried. Luego continúa a lo largo del arroyo Vils hasta donde desemboca en el río Lech, cerca de la ciudad de Vils. Sin embargo, hay más montañas al norte de esta línea que, aunque no especialmente altas, están formadas por la misma roca que las montañas más elevadas de los Alpes de Allgäu y fueron levantadas por los mismos procesos orogénicos. Si estas crestas se cuentan como parte de los Alpes de Allgäu, entonces el límite norte se extiende desde el lago de Constanza cerca de Lindau hasta Isny y hacia el norte alrededor de Adelegg a Kempten. Desde allí, pasa por Nesselwang y Füssen hasta el Lech, el límite que se extiende al norte de la cordillera de Falken. 
El puerto de Hochtannberg une los Alpes de Allgäu a las montañas de Lechquellen. El collado de Stogger es el enlace con las montañas del bosque de Bregenz. 

## Topografía
Las cadenas montañosas de los Alpes de piedra caliza del norte se pueden dividir en dos categorías en términos de su topografía: cadenas montañosas y mesetas. Con la excepción del área alrededor de la meseta de piedra caliza de Hoher Ifen, las cadenas montañosas occidentales, incluidos los Alpes de Allgäu, forman cadenas montañosas a diferencia de las sierras orientales, como las montañas Lofer Steinberg. 
La única cadena montañosa propiamente dicha atraviesa la parte sureste y este de los Alpes de Allgäu y forma la frontera austro-alemana. Esta cadena principal, con una breve interrupción en el área de Rauheck, se formó a partir de una formación rocosa muy extendida, conocida como dolomita principal. Comienza en el collado del puerto de Schrofen, en la cabecera del valle de Rappenalpen y corre en gran parte en línea recta hacia el collado de Oberjoch. 
Un gran número de crestas laterales se ramifican de la cadena principal. Hacia el sudoeste están los grupos Hohe Licht y Peischel, al sur y al este, la cordillera Himmelschrofen al norte, la cordillera de Hornbach al este, la Fürschießer al noroeste, la Kegelköpfe al noroeste, el Grupo Höfats al noroeste, la cresta de Kanzberg al este, el Grupo Daumen con sus ramales al norte y al este y el Grupo Rosskar al este y el Grupo Leilach con sus ramales al este y noreste. 
La cadena principal de los Alpes de Allgäu no se encuentra en el centro de la cordillera, sino en su perímetro sur y sureste. Se observa que las crestas laterales que se ramifican hacia el norte y el noroeste son más largas que las que se ramifican hacia el sur y el este. Los valles que van del norte a la cadena principal, también son más largos que los valles hacia el sur. Esto tiene un impacto significativo en el turismo de montaña. Por ejemplo, es más rápido llegar a grandes partes de la cadena principal desde el sur que desde el norte, especialmente teniendo en cuenta que varios valles al sur de Oberstdorf y cerca de Hinterstein no son accesibles a los automóviles privados.  
En la parte occidental de los Alpes de Allgäu no hay una cresta principal continua. Desde Fellhorn hasta Widderstein, hay una cresta frente a la cadena principal, que termina en un semicírculo en la cabecera del valle de Kleines Walsertal. El carácter de la cadena montañosa de los Alpes de Allgäu se ve interrumpido por el Ifen y el Gottesacker Plateau (rocas cretácicas). Aquí se ha formado una meseta kárstica. Más al norte, las montañas del flysch vuelven a formar pequeñas cadenas.  
La parte central del grupo Tannheim está formada de piedra caliza de Wetterstein, una piedra caliza de arrecife. Esto explica la ubicación aislada de estas montañas que no están conectadas topográficamente a la cadena principal de los Alpes de Allgäu. Dentro del grupo Tannheim hay una cresta principal local entre Aggenstein y Hahnenkamm. Las montañas al este y al norte son macizos montañosos individuales. 

## Subgrupos

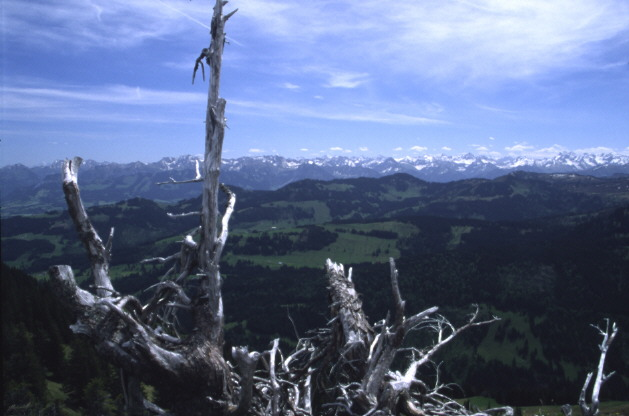
La cadena principal de Allgäu.

Las ediciones más antiguas, agotadas, de la Guía del Club Alpino para los Alpes de Allgäu dividen la cordillera en la Cadena Principal de Allgäu (Allgäuer Hauptkamm) y las Crestas laterales y otros grupos (Seitenkämme und übrige Gruppen). 
La Cadena Principal de Allgäu se divide en ocho subgrupos: los Alpes Rappen, el Grupo Hochlicht, el Grupo Peischel, el Grupo Mädelegabel, el Grupo Krottenspitze, el Grupo Wilden, el Grupo Hochvogel y Rauhhorn Ridge (Rauhhornzug). 
Las crestas laterales y otros grupos comprenden diez subgrupos: la cadena de Hornbach, el Grupo Höfats, el Grupo Daumen, el Grupo Roßzahn, el Grupo Vilsalpsee (Leilach), las montañas entre Breitach y Stillach (Schafalpen y Warmatsgund), las Montañas Walsertaler (Walsertaler Berge) a la izquierda del Breitach, las colinas al oeste del Iller, las colinas al este del Iller y las montañas Tannheim (Tannheimer Berge . 
La 16a edición actual de la Guía del Club Alpino para los Alpes de Allgäu adopta una división en solo doce subgrupos. No es posible una comparación directa entre los subgrupos del esquema antiguo y las subdivisiones del nuevo, porque los límites entre los subgrupos han sido rediseñados en algunos lugares. 

### Prealpes de Allgäu al oeste del Iller
El límite sur de esta subcadena va desde Oberstdorf a través de Rohrmoos hasta Sibratsgfäll. Su pico más alto es el Hochgrat, 1.834 m. Estas montañas son una zona muy concurrida por caminantes. Su formación rocosa es variada. En el norte está dominada por molasa. La molasa forma la conocida cadena de Nagelfluh con montañas como el Hochgrat, el Rindalphorn, el Stuiben y el Steineberg. Las montañas cada vez más bajas al norte de la cadena de Nagelfluh también están formadas por molasa, al igual que la cadena sur adyacente alrededor de Girenkopf y Siplingerkopf. 
Las cumbres que se elevan hacia el sur están formadas por flysch. Esta es la más al norte de las dos zonas de flysch en los Alpes de Allgäu. Las montañas tienen una forma suave y redondeada. Son una zona muy concurrida en invierno para esquiar y hacer excursiones con raquetas de nieve. La montaña más conocida de esta zona de flysch es el cuerno de Riedberger, que es fácil de escalar desde el puerto de Riedberg. Los llamados "cuernos" (Horner) - la Ofterschwanger Horn, Sigiswanger Horn, Rangiswanger Horn y Bolsterlanger Horn - también pertenecen a la zona de flysch. 
Al sur del paso de Riedberg la roca cambia de nuevo. Comienza allí la piedra caliza de Schratten, la roca que forma el  pico de Besler. Se puede llegar a su cumbre a través de una pendiente muy pronunciada o algo más fácilmente utilizando un desvío desde el sur. El Besler, como muchas otras montañas de este subgrupo, ofrece una buena vista de la cadena principal de los Alpes de Allgäu. 

### Montañas de Walsertal del noroeste
El valle conocido como Kleine Walsertal forma el extremo sur de las Montañas Walsertal del Noroeste (Nordwestliche Walsertaler Berge). Las montañas de Walsertal del noroeste y sureste se unen en el puerto de Üntschen. El pico más alto es el Hohe Ifen, 2.229 m. Este pico, junto con la meseta cercana de Gottesacker, también es la característica más llamativa de esta subcordillera y está formada por rocas del Cretácico, a diferencia de las montañas restantes del subgrupo que están formadas por flysch. Esta es una parte de la zona sur de los Alpes de Allgäu formada por flysch. 

### Montañas de Walsertal del sudeste
El subgrupo de las montañas de Walsertal del sudeste (Südöstliche Walsertaler Berge) está limitado en el norte por el valle de Kleine Walsertal. Al este y sureste están los valles de Stillach y Rappenalpenbach. El puerto de Üntschen une las montañas Walsertal del sudeste con las montañas Walsertal del noroeste. El puerto de Schrofen es el puente a la cadena central de los Alpes de Allgäu. La montaña más alta en el subgrupo es el Widderstein, 2,533 m. La corfillera alberga la conocida zona de senderismo y esquí de Fellhorn y Kanzelwand y el famoso Mindelheimer Klettersteig. Zonas muy concurridas, como Fellhorn en las cercanías de Mindelheimer Hut, contrastan con áreas de mayor aislamiento en las montañas al noreste del puerto de Fiderescharte. El Fellhorn se encuentra en la zona sur del flysch de los Alpes de Allgäu. La cresta del Widderstein desde el Schafalpenköpfe al Griesgundkopf está formada por dolomita principal. La subcordillera también contiene lias, por ejemplo, en el Elfer. 

### Cadena principal
El subgrupo de la Cadena Principal de los Alpes de Allgäu (Zentraler Hauptkamm) se extiende desde el puerto de Schrofen hasta el collado de Mädelejoch y forma el centro de los Alpes de Allgäu. En esta zona se encuentra el famoso Camino Heilbronn. Se encuentran en esta subcordillera algunos picos famosos como el triunvirato de Trettachspitze, Mädelegabel y Hochfrottspitze o el Hohes Licht (el pico más alto del subgrupo de 2.651 m). Sin embargo, también hay áreas aisladas como la cordillera Himmelschrofen y el Grupo Peischel, que se encuentra al sur a lo largo del valle del Lech. Los picos principales se formaron a partir de dolomita principal. La parte norte de la cresta Himmelschrofen está formada por dolomita principal. La parte sur está formada por rocas de lias que han sido empujadas y depositadas sobre la dolomita principal.  

### Prealpes de Allgäu al este del Iller
Este subgrupo se encuentra al norte del collado de Oberjoch. El valle del Iller forma su límite occidental, el valle de Ostrach lo separa hacia el sur y el valle de Vilstal hacia el este. La montaña más alta es el Grünten, 1.738 m. Estas montañas ofrecen un escenario muy apropiado para actividades de ocio, especialmente para los excursionistas. También tienen la ventaja de estar libres de nieve durante más tiempo que las subcordilleras adyacentes de los Alpes de Allgäu, al sur. Las montañas están formadas por cuatro grupos de rocas. En las crestas más septentrionales es dominante la molasa. En otras lugares se presenta el flysch, así como la dolomita principal y por último, están las calizas de Schratten del período Cretácico en el Grünten, lo que lo convierte en un pariente geológico del Hoher Ifen. 

### Montañas de Tannheim
El subgrupo de las montañas Tannheim (Tannheimer Berge) todavía se contabilizó en la primera mitad del siglo pasado como una cadena montañosa independiente en los Alpes de piedra caliza del norte. En algunos lugares era común el nombre "Vils Alps" (Vilser Alpen). Sólo más tarde fue considerado parte de los Alpes de Allgäu. La montaña más alta es la Köllenspitze, 2,238 m. El amplio valle de Tannheim separa claramente las montañas de Tannheim del resto de los Alpes de Allgäu. También hay diferencias geológicas. Mientras que las grandes áreas de los Alpes de Allgäu están hechas de dolomita principal quebradiza o rocas jurásicas, la piedra caliza de Wetterstein, una caliza de arrecife, domina la parte principal de las montañas de Tannheim. Esta es una roca muy sólida. Como resultado, las montañas de Tannheim, con sus picos bien conocidos, el Rote Flüh, Gimpel, Köllenspitze y Gehrenspitze, son una zona de escalada de renombre. El subgrupo también es popular entre los excursionistas de montaña. Especialmente a principios del verano, cuando la cadena principal de los Alpes de Allgäu todavía está cubierta de nieve, aquí hay muchos caminos que ya son transitables. 

### Cresta de Falkenstein

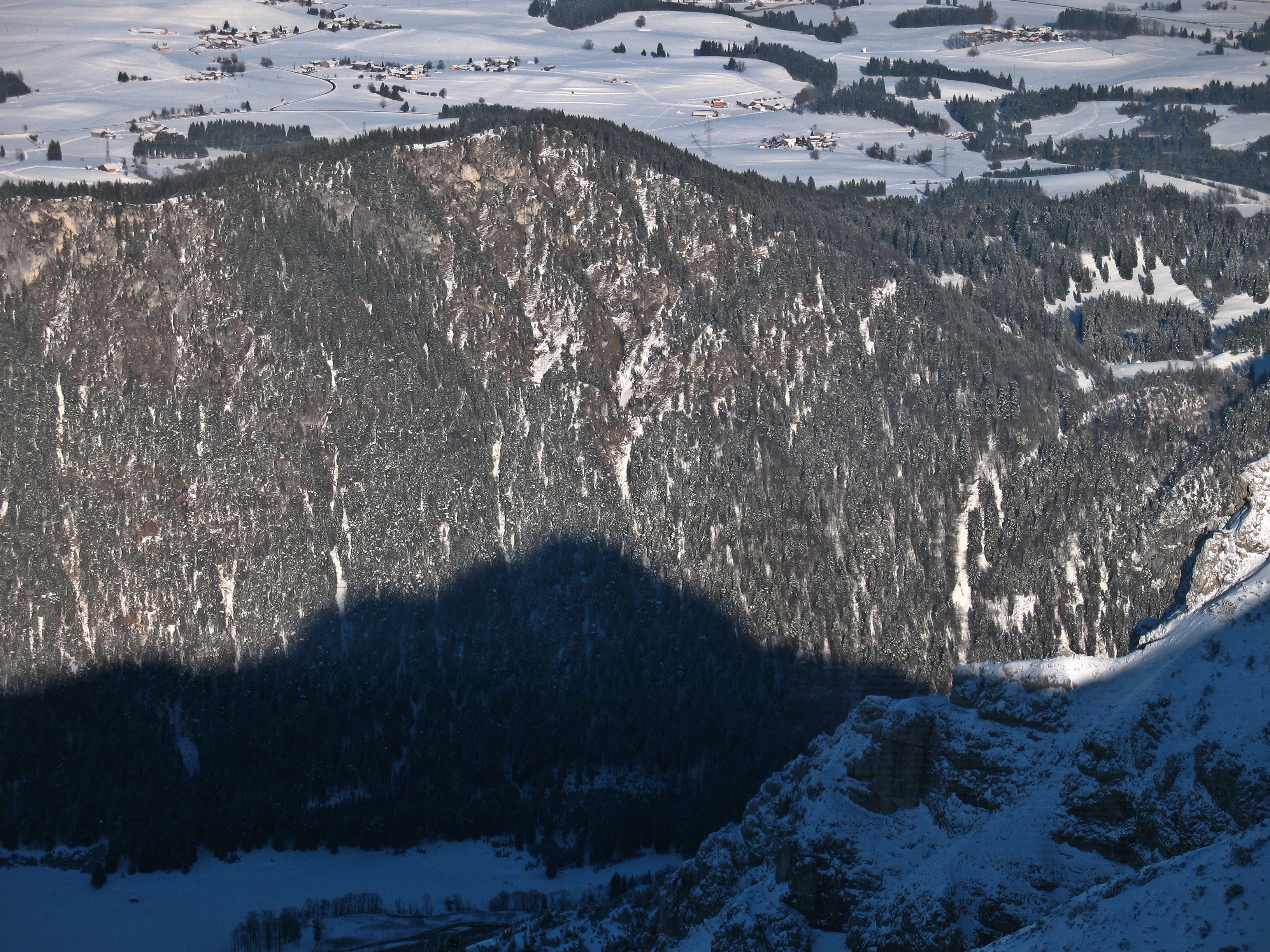
Zirmgrat (Salober/Zölferkopf), vista desde el collado de Brentenjoch (lado Vils) hacia el sur

La cresta de Falkenstein (Kamm des Falkensteins) es un subgrupo muy pequeño y no especialmente alto en el extremo noreste de los Alpes de Allgäu, entre Pfronten y Füssen. Localmente se llama el Falkensteinkamm o incluso el Zirmgrat. El río Vils separa el subgrupo de las montañas Tannheim. En el otro lado del río Lech se encuentran los Alpes Ammergau. 
El pico más alto es el Salober o Zwölferkopf (también Zirmgrat), (1.293 m). El conocido y legendario lago de Alatsee se encuentra en estas montañas, el lago Weißensee, más grande, se encuentra en su extremo norte. La cadena montañosa puede ser cruzada por senderos. Las vistas son algo restringidas debido a los árboles. En la piedra caliza predominante de Wetterstein hay, sin embargo, llamativas formaciones rocosas. El lado sur es una zona escarpada en algunos lugares. 

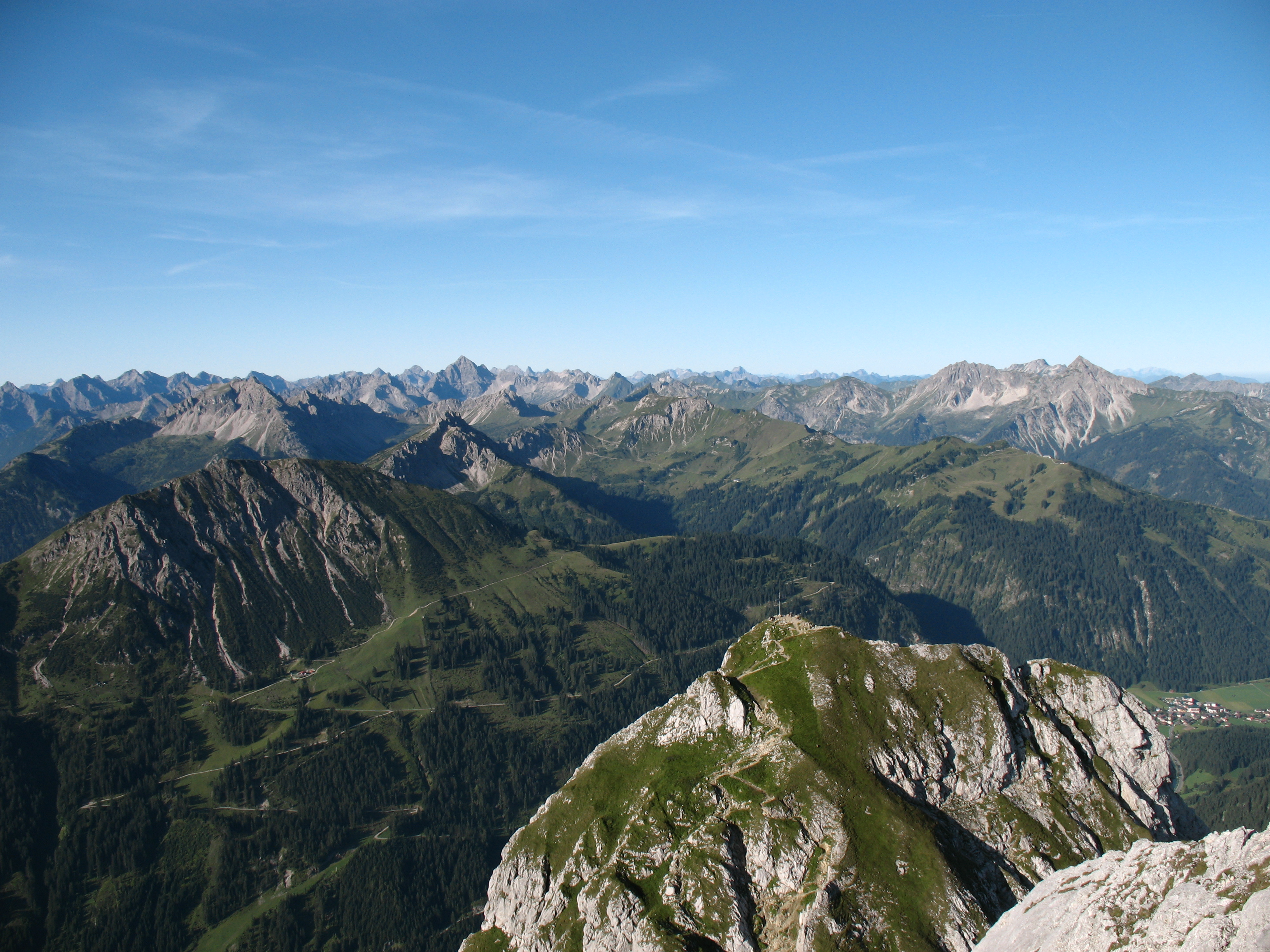
Montañas del Vilsalpsee

### Montañas Vilsalpsee
Las montañas Vilsalpsee (Vilsalpseeberge) se encuentran en el noreste de los Alpes de Allgäu, entre los collados de Oberjoch y Notländ. Están limitadas por los valles de Tannheim, Lech, Tirolean Schwarzwasser y Ostrach. El pico más alto es el Leilachspitze, 2,274 m, y la dolomita principal es la roca predominante. El lago de Vilsalpsee, accesible desde el valle de Tannheim, se encuentra en el centro del subgrupo. En la literatura, esta subcadena a veces también se cuenta como parte de las montañas de Tannheim. Los caminos de montaña pasan a través de la cordillera, pero muchas cumbres son poco visitadas. Pueden ser escalados por los excursionistas con experiencia sin demasiada dificultad a pesar de la falta de senderos que lleguen a sus cumbres. 

### Grupo Daumen
El Grupo Daumen se encuentra al este del valle del Iller. El collado de Himmeleck los une con las otras subcadenas. Forman sus límites, los valles de Ostrach, Bergündle y Oybach, aparte del valle del Iller. La cumbre más alta es el Großer Daumen, 2.280 m. El famoso teleférico Nebelhorn se encuentra dentro de este subgrupo, al igual que el Hindelanger Klettersteig  Varios caminos de montaña con vistas panorámicas cruzan la parte sur del Grupo Daumen. Geológicamente está dividido en tres partes. La cresta alrededor del Nebelhorn y el Großer Daumen consisten en dolomita principal. Los Sonnenköpfe se formaron a partir de flysch y las rocas de lias, con sus empinadas laderas cubiertas de hierba, predominan al sur del Nebelhorn. Picos bien conocidos en esta región son el Schneck, el Himmelhorn y el Laufbacher Eck. 

### Grupo Höfats y Rauheck
El Grupo Höfats y Rauheck cubren esa parte de la cadena principal de Allgäu entre los collados de Märzle y Hornbachjoch. Los valles que lo forman son los de Trettach, Traufbach, Oybach, Hornbach y Jochbach. El pico más alto es el Rauheck, 2.384 m. Aquí dominan, más que en cualquier otro subgrupo de los Alpes de Allgäu, las escarpadas montañas de hierba de roca formada por lias. La montaña más conocida y el símbolo de los Alpes de Allgäu son los Höfats. Otras montañas de hierba son el Rauheck y el Kreuzeck en la cresta principal y el Kegelköpfe. Sólo en las estribaciones del norte de los Höfats es la dolomita principal la roca de fondo. El camino de montaña entre Kemptner Hut y Prinz Luitpold Haus atraviesa el subgrupo. Casi no hay montañas que sean accesibles por senderos. 

### Grupo Hochvogel y Rosszahn
Esta subcadena también es parte de la cadena principal de Allgäu, situada entre los collados de Hornbachjoch y Notländ. El Himmeleck es el límite con el Grupo Daumen. Los valles circundantes son los de Jochbach, Hornbach, Lech, Schwarzwasser y Bärgündle. El subgrupo está formado predominantemente por dolomita principal. Su pico más alto es el Hochvogel, 2.592 m, que también se considera la montaña con la forma más atractiva de los Alpes de Allgäu, especialmente cuando se ve desde el norte. El Hochvogel, con su base principal, el Prinz Luitpold Haus, es también la montaña más escalada en esta subcadena. Todos los demás picos en el área circundante son considerablemente más bajos y mucho menos populares. En casi ningún otro subgrupo está tan marcado el contraste entre el turismo de masas y la tranquilidad absoluta. A pocos kilómetros de Hochvogel se encuentran las cumbres del Grupo Rosszahn, que apenas reciben visitantes. 

### Cresta de Rauhhorn
La cresta de Rauhhorn es el espolón oriental de la cadena principal de Allgäu, al este de Bad Hindelang. Con sus numerosas cumbres, la cordillera se extiende aproximadamente de sur a norte. Sus laderas occidentales se elevan sobre el valle del Ostrach. Hacia el este, se extiende el largo valle de Schwarzwasser desde el pie de Sattelköpfe, que desemboca en el sur del valle del Lech, en Weißenbach, y no debe confundirse con su homólogo más conocido en Kleinwalsertal. Un paseo por el sendero Jubilee entre Willersalpe y Prinz Luitpold Haus lleva al visitante por un sendero de montaña a una altura considerable a lo largo de la mayor parte de la cadena. Desde el collado de Oberjoch, el sendero se extiende al Jubilee Trail a través de Iseler, Bschießer y Ponten hasta Willersalpe. 

### Cadena de Hornbach
La cadena de Hornbach es la cresta lateral más grande de la cadena principal de los Alpes de Allgäu. Este subgrupo se ramifica desde la cresta principal en el Öfnerspitze. En el sur está delimitada por el valle del Lech, en el norte por el valle homónimo de Hornbach. En la cadena de Hornbach se encuentra el pico más alto de los Alpes de Allgäu, el Großer Krottenkopf, 2,656 m, y varios otros picos que pertenecen a las 20 montañas más altas de los Alpes de Allgäu. A pesar de su importancia, la cadena de Hornbach está bastante aislada. Sus cumbres están formadas por dolomita principal. Sus picos y altos circos alternan de manera ejemplar. Muchas cumbres, también muy altas, en la cadena de Hornbach reciben pocas visitas al año. 

## División territorial
Los Alpes de Allgäu, como unidad geográfica y cordillera de los Alpes, abarcan dos países y cuatro estados federales. La parte bávara representa un poco más de la mitad del área total y coincide en gran medida con la zona de captación del río Iller. La parte de Baden-Württemberg abarca solo el extremo noroeste de los Alpes de Allgäu, en su sentido más amplio, por Adelegg. La parte tirolesa comprende en gran parte el río Lech y sus afluentes y la parte de Vorarlberg se centra en el área de captación del Bregenzer Ach. 
Los tres estados de Baviera, Tirol y Vorarlberg se encuentran en un punto. Este punto triple (Dreiländerpunkt) es poco espectacular. Se encuentra a pocos metros al oeste del Gehrner Berg. Esta elevación bastante poco espectacular está a 1,5. km al norte del pueblo de Vorarlberg de Warth y a 4 km al oeste de la Biberkopf. 
La frontera entre Baviera y el Tirol no sigue precisamente la línea divisoria europea entre el Mar del Norte y el Mar Negro. Por ejemplo, el pueblo alemán de Balderschwang está en el lado occidental de la cuenca. Por el contrario, los Kleines Walsertal pertenecientes a Vorarlberg se encuentran en el lado este de la cuenca. Sin embargo, la frontera entre Baviera y Tirol generalmente sigue la cadena principal de los Alpes de Allgäu. 
La parte bávara de los Alpes de Allgäu se encuentra totalmente dentro de la provincia de Suabia. El condado de Oberallgäu incorpora el área central alrededor del Iller; el condado de Ostallgäu contiene las áreas del noreste, como el grupo Tannheim, y el condado de Lindau incluye la parte noroeste de los Alpes de Allgäu en su sentido más amplio. 
La parte tirolesa de los Alpes de Allgäu se encuentra totalmente dentro del distrito de Reutte y la parte de Vorarlberg está totalmente dentro de Bregenz. 
Mirando a los Alpes de Allgäu en un sentido más amplio, incluido el Adelegg, también tiene participación en ellos el estado federal alemán de Baden-Württemberg. Este elemento se encuentra dentro de la región administrativa de Tübingen y el condado de Ravensburg. 
Los Kleines Walsertal en Vorarlberg y el pueblo de Jungholz en el Tirol son territorios de la unión aduanera alemana. Ambas áreas son accesibles por carretera sólo desde territorio alemán. Aunque el Kleines Walsertal tiene una frontera relativamente larga con el resto de Vorarlberg, las altas montañas han impedido que se construya una conexión por carretera. En las décadas de 1960 y 1970 hubo planes para un túnel de carretera entre Kleines Walsertal y el valle del Bregenzerach. Sin embargo, la población local rechazó el túnel, por un lado, porque Kleines Walsertal se habría convertido en un corredor para el tránsito y, por otro lado, habría estado más lejos de las ubicaciones centrales de Vorarlberg que de los centros de El Allgäu. El pueblo de Jungholz solo está conectado en un punto con el resto del Tirol: en la parte superior del Sorgschrofen. 

## Picos
Todas las cumbres independientes con una prominencia topográfica de más de 30 metros se incluyen en la Lista de montañas de los Alpes de Allgäu. 

### Los diez picos más altos.
Los picos más altos de los Alpes de Allgäu se encuentran en suelo austriaco o en la frontera austroalemana. 
| Nombre             | Altura   | Estado País                          | Subgrupo dentro de la AA |
| ------------------ | -------- | ------------------------------------ | ------------------------ |
| Großer Krottenkopf | 2657 m   | Austria / Tirol                      | Cadena de Hornbach       |
| Hohes Licht        | 2652 m   | Austria / Tirol                      | Cadena central principal |
| Hochfrottspitze    | 2648,8 m | Alemania / Baviera + Austria / Tirol | Cadena central principal |
| Mädelegabel        | 2644 m   | Alemania / Baviera + Austria / Tirol | Cadena central principal |
| Urbeleskarspitze   | 2632 m   | Austria / Tirol                      | Cadena de Hornbach       |
| Steinschartenkopf  | 2615 m   | Austria / Tirol                      | Cadena central principal |
| Marchspitze        | 2610 m   | Austria / Tirol                      | Cadena de Hornbach       |
| Bretterspitze      | 2609 m   | Austria / Tirol                      | Cadena de Hornbach       |
| Bockkarkopf        | 2608,5 m | Alemania / Baviera + Austria / Tirol | Cadena central principal |
| Biberkopf          | 2599 m   | Alemania / Baviera + Austria / Tirol | Cadena central principal |

### Otras cumbres muy conocidas.
En los Alpes de Allgäu hay más de 600 cumbres con cotas singulares. Entre las más conocidas están las siguientes (en orden de altura, excluyendo los diez primeros). Los marcados con un asterisco (*) están fuera de la definición más restringida de los Alpes de Allgäu (vea la sección Límites): 
- Trettachspitze (2595 m)
- Hochvogel (2591 m)
- Großer Widderstein (2533 m)
- Rauheck (2385 m)
- Geißhorn (2366 m)
- Schafalpenköpfe (2320 m)
- Großer Daumen (2280 m)
- Leilachspitze (2276 m)
- Schneck (2268 m)
- Höfats (2259 m)
- Gaishorn (2247 m)
- Kellenspitze (2238 m)
- Hoher Ifen (2230 m)
- Nebelhorn (2224 m)
- Gimpel (2176 m)
- Rote Flüh (2111 m)
- Kanzelwand (2058 m)
- Große Schlicke (2056 m)
- Fellhorn (2038 m)
- Obere Gottesackerwände (2033 m)
- Cuerno de Menta (1990 m)
- Aggenstein (1987 m)
- Rubihorn (1957 m)
- Breitenberg (cerca de Pfronten) (1838 m)
- Felicidad (1834 m)
- Cuerno de Riedberger (1786 m)
- Grünten (1738 m)
- Sonnenkopf (1712 m)
- Wertacher Hörnle (1695 m)
- Besler (1680 m)
- Cuerno de Immenstädter (1490 m)
- Mittagberg (1451 m)
- Cuerno de Ofterschwanger (1406 m)

- Schwarzer Grat (1118 m)
- Pfänder (1063 m)

### Montañas de hierba
Las siguientes son las llamadas "montañas de hierba" (Grasberge), formadas por rocas del Jurásico Negro, cuyas laderas tienen gradientes de hasta 70 °. Son la característica distintiva de los Alpes de Allgäu y no se encuentran en ningún otro grupo de montaña tan prominentemente como aquí (enumeradas en orden alfabético). 
- Älpelekopf (2023 m)
- Bärenkopf (2083 m)
- Berggächtle (2006 m)
- Elferkopf (2387 m)
- Falken (1905 m)
- Fürschießer (2271 m)
- Giebel (1949 m)
- Großer Seekopf (2084 m)
- Himmelhorn (2113 m)
- Höfats (2259 m)
- Höferspitze (2131 m)
- Hüttenkopf (1939 m)
- Kegelkopf (1960 m)
- Kleine Höfats (2073 m)
- Kleiner Seekopf (2095 m)
- Kreuzeck (2375 m)
- Kugelhorn (2126 m)
- Lachenköpfe (2112 m)
- Laufbacher Eck (2178 m)
- Linkerskopf (2455 m)
- Muttekopf (2431 m)
- Muttekopf (en el Rauheck) (2284 m)
- Rappenköpfle (2276 m)
- Rauheck (2385 m)
- Rotkopf (2190 m)
- Rotnasa (2171 m)
- Rothornspitze (2392 m)
- Salober (2087 m)
- Schneck (2268 m)
- Schochen (2100 m)
- Schochenspitze (2069 m)
- Seilhenker (1794 m)
- Spätengundkopf (1991 m)
- Strahlkopf (2388 m)
- Sulzspitze (2084 m)
- Vorderer Riffenkopf (1563 m)
- Wildengundkopf (2237 m)
- Zeiger (1994 m)